# Tara Zahra
Tara Elizabeth Zahra (ur. 1976) – amerykańska historyk. Specjalizuje się w historii najnowszej Europy. 
W 2002 uzyskała tytuł magistra, a w 2005 doktora na University of Michigan. Od 2007 wykładowca na University of Chicago.
Publikowała na łamach "Central European History", "History Compass", "American Historical Review", "Contemporary European History", "Journal of Modern History", "Slavic Review" i "Austrian History Yearbook".

## Książki
- Kidnapped Souls. National Indifference and the Battle for Children in the Bohemian Lands, 1900–1948. Cornell University Press 2008, ISBN 978-0-8014-4628-3
- The Lost Children. Reconstructing Europe's Families After World War II. Harvard University 2011, ISBN 978-0-674-04824-9
- Great Departure. Mass Migration from Eastern Europe and the Making of the Free World. W. W. Norton 2016, ISBN 0-393-07801-9